# 林圮

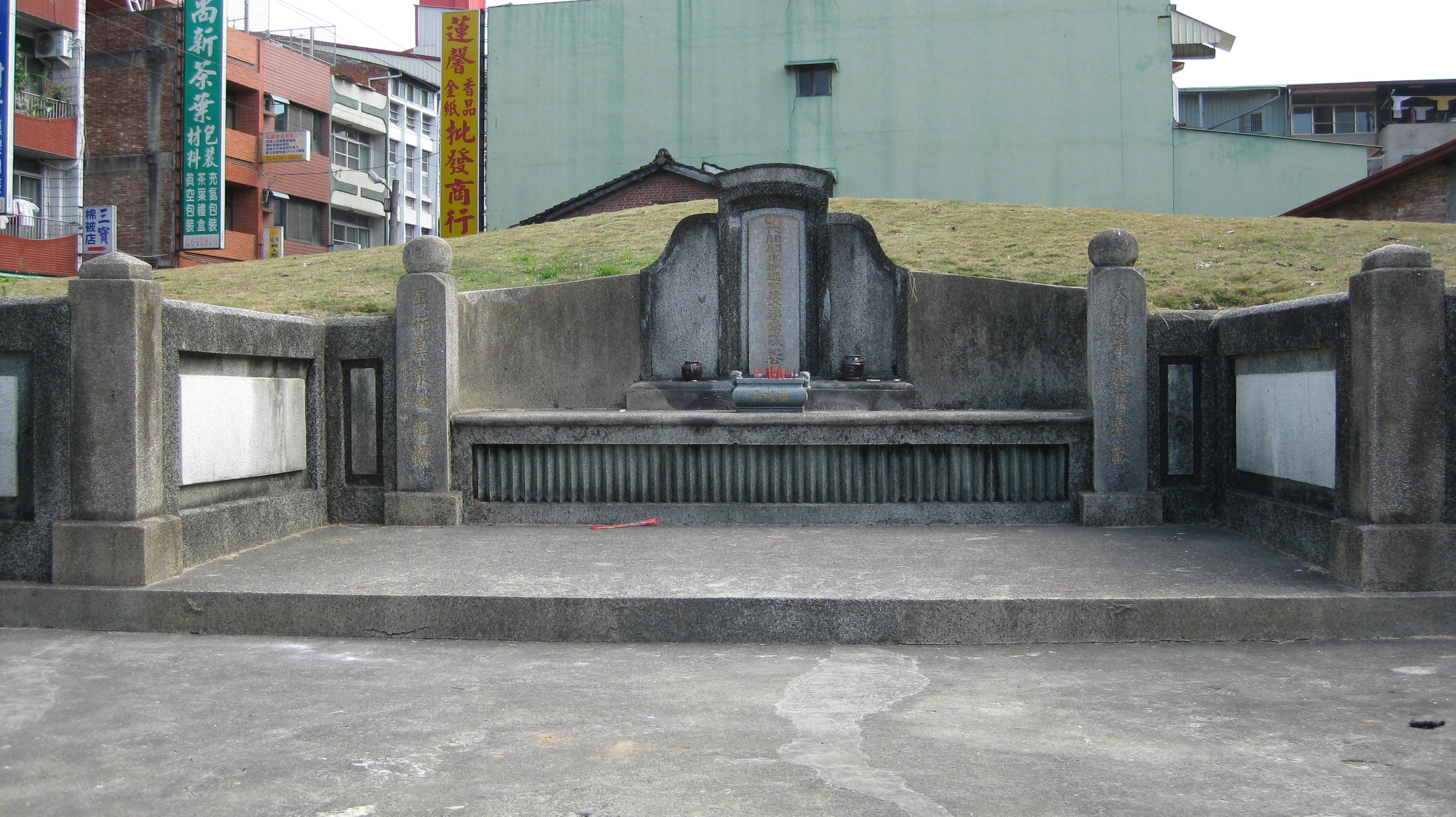
林圮墓

林圮（？—1668年），又名林杞、林屺、林圯、林驥，福建泉州同安人，鄭成功的部將，因有戰功而官至參軍。
永曆十五年（1661年），林圮隨鄭成功入臺，鄭經時屯墾斗六門一帶。永曆二十二年（1668年）為了開墾武力侵犯魯富督的領土而為鄒族魯富督戰士襲殺，漢人移民為了紀念其開墾的歷史，將其拓墾之地命名為林圯埔，即今南投縣竹山鎮。

## 注解
1. ↑  皆是同音異字，無從考證真名。